# Планківська температура
Температу́ра Пла́нка — одиниця температури у планківській системі одиниць; названа на честь німецького фізика Макса Планка.
У планківській системі основними одиницями обрано такі фундаментальні фізичні сталі: швидкість світла {\displaystyle c}, гравітаційна стала {\displaystyle G}, стала Дірака (стала Планка, поділена на 2π) {\displaystyle \hbar } і стала Больцмана {\displaystyle k}. Через ці одиниці температура Планка {\displaystyle T_{\mathrm {P} }} виражається так:
{\displaystyle T_{\mathrm {P} }={\frac {1}{k}}{\sqrt {\frac {\hbar c^{5}}{G}}}}.
Якщо виразити величини, які входять в формулу в одиницях системи SI, то можна отримати значення температури Планка в цій системі одиниць. Використання найбільш точних на цей час значень {\displaystyle c,\,G,\,\hbar } і {\displaystyle k} дає:
{\displaystyle T_{\mathrm {P} }=1{,}416\,784\cdot 10^{32}} К
з відносною похибкою (відносним стандартним відхиленням), рівною {\displaystyle 1{,}1\cdot 10^{-5}}. Таким чином одиниця температури в Планківській системі одиниць в {\displaystyle 1{,}416\,784\cdot 10^{32}} разів більше, ніж одиниця температури кельвін в SI.
Планківська температура — одна з планківських одиниць, що становлять фундаментальну межу в квантовій механіці. Сучасна фізична теорія не здатна описати що-небудь з вищою температурою через відсутність в ній розробленої квантової теорії гравітації. Вище температури Планка енергія частинок стає настільки великою, що гравітаційні сили між ними можна порівняти з іншими фундаментальними взаємодіями. Відповідно до поточних уявлень космології, це температура Всесвіту в перший момент Великого вибуху.